# Fabricació

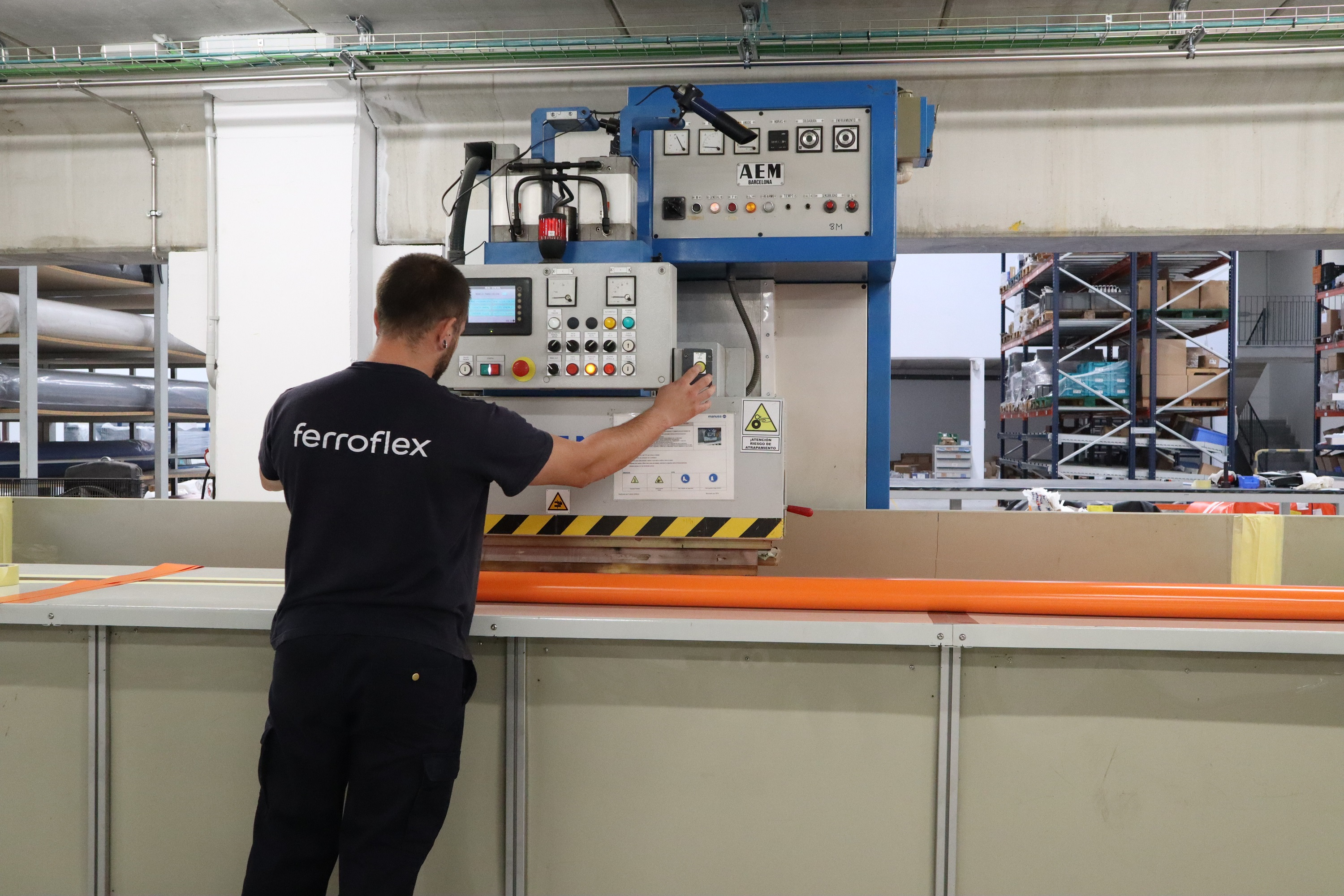
Un empleat fabrica una de les parts d'una porta automàtica industrial

La fabricació (o manufactura) és un procés que es fa servir per a la producció de béns materials. Formalment es tracta de la doctrina de la producció econòmica que dona una base de les tecnologies per donar a les matèries primeres, a base de diversos processos, un acabat geomètric i un determinat muntatge, que pot ser en forma de mòdul. El terme fabricació és equivalent al de producció en qualsevol àmbit tecnològic i pot aparèixer tant un com l'altre a la literatura tècnica per denotar les mateixes tecnologies. Pot ser més comú fer servir el terme d'enginyeria de fabricació a l'Amèrica del Nord, mentre que a Europa i Japó se sol fer servir el terme d'enginyeria de producció.

## Història i desenvolupament

### Prehistòria i història antiga

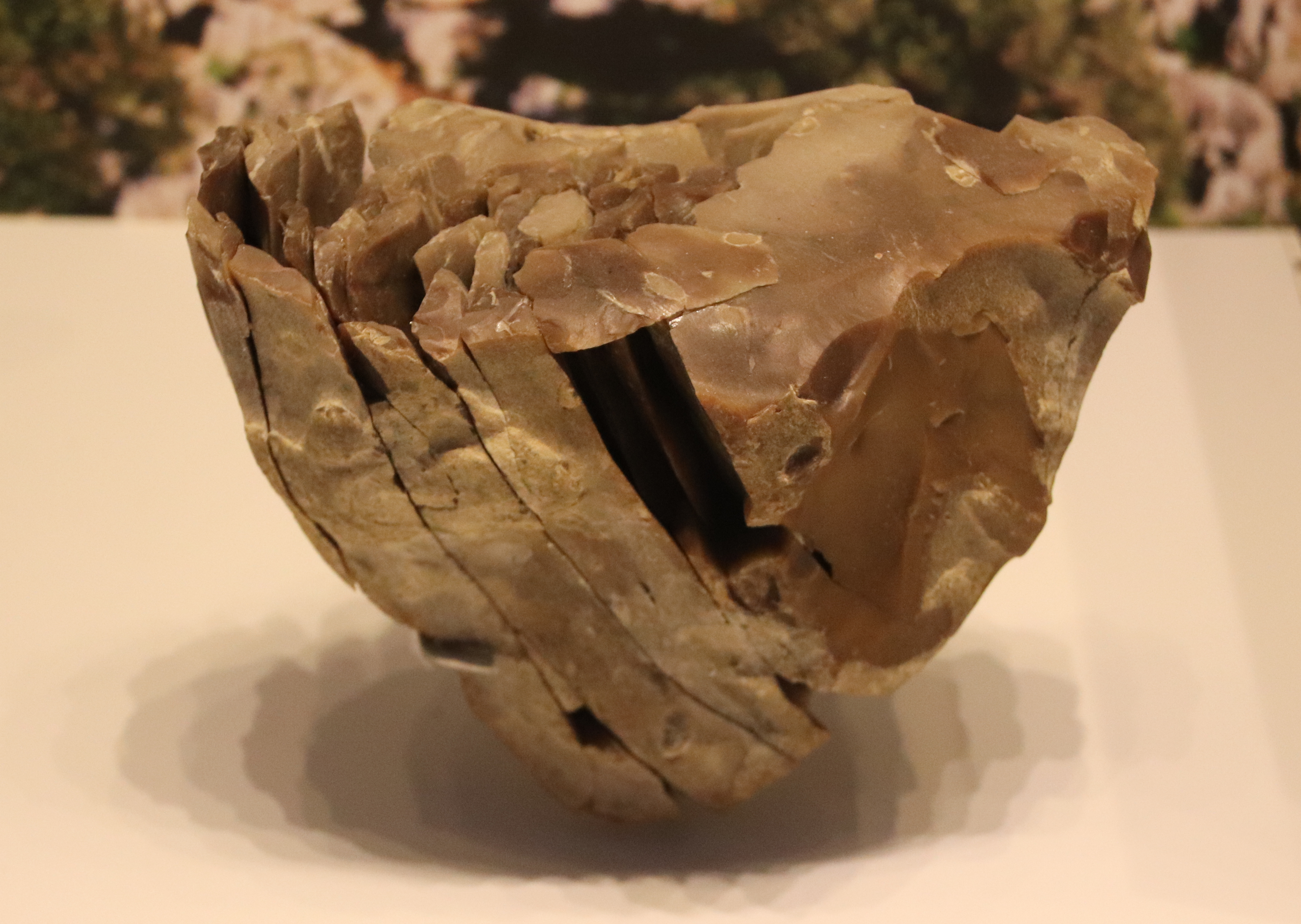
Nucli de pedra de sílex per fer fulles, prop del 40000 BP

Els avantpassats humans han fabricat objectes amb pedra i altres eines des de molt abans de l’aparició de l'Homo sapiens fa aproximadament 200.000 anys. Els primers mètodes de fabricació d'eines de pedra, coneguda com la «indústria» olduvaiana, es remunta a fa almenys 2,3 milions d’anys, amb les primeres proves directes de l'ús d'eines que es troben a Etiòpia a la Gran Vall del Rift, que es remunta a fa 2,5 milions d’anys. Per fabricar una eina de pedra, un «nucli» de pedra dura amb propietats específiques de descamació (com el sílex) va ser colpejat amb un percutor. Aquesta descamació va produir vores esmolades que es podien utilitzar com a eines, principalment en forma de picoladora o rascadora. Aquestes eines van ajudar en gran manera els primers humans en el seu estil de vida caçador-recol·lector per formar altres eines a partir de materials més tous com l’os i la fusta. En el Paleolític mitjà, fa aproximadament 300.000 anys, es va veure la introducció de la tècnica de nucli preparat, amb la qual es podrien formar ràpidament diverses fulles a partir d’una pedra d’un sol nucli. La descamació a pressió, en què una fusta, un os o una cornamenta de punxó s'utilitzaven per donar forma a una pedra molt finament es va desenvolupar durant el Paleolític superior, començant fa aproximadament 40.000 anys. Durant el Neolític, les eines de pedra polides es van fabricar a partir de diverses roques dures com el sílex, jade, jadeïta, i esquist verd. S'utilitzaven destrals polides a més d'altres eines de pedra, entre les quals les puntes, ganivets i rascadors, així com eines fabricades amb materials orgànics com la fusta, l’os i la banya.

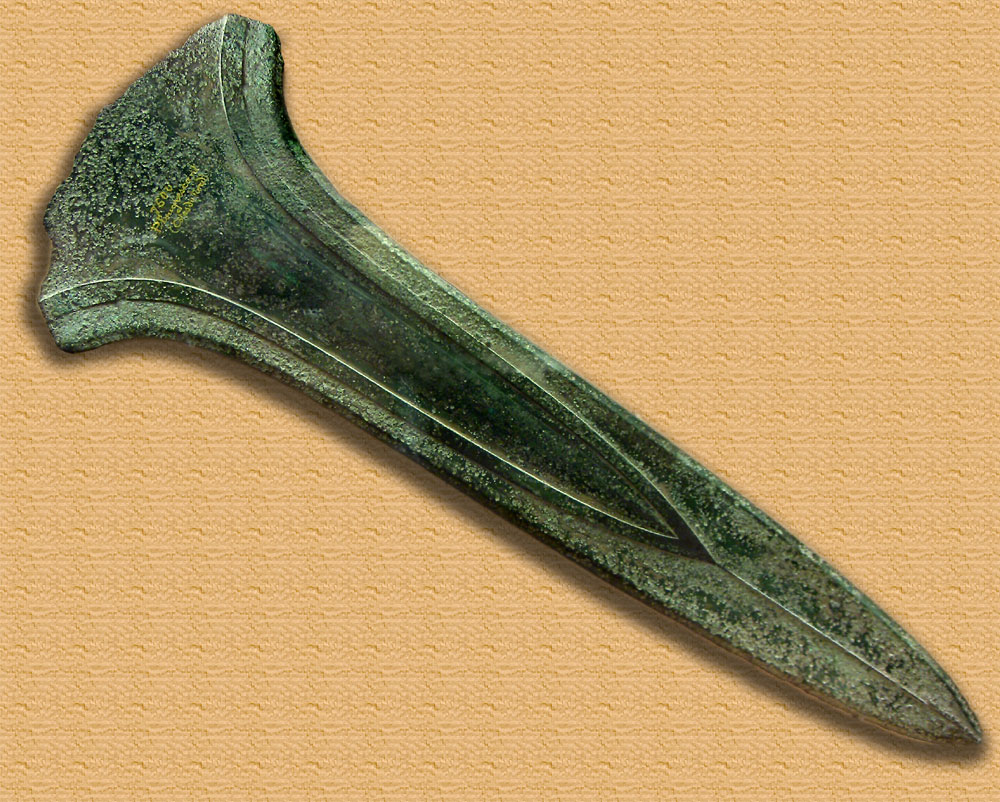
Una espassa de l'Edat del Bronze tardana o fulla de punyal

La fosa del coure es creu que es va originar quan la tecnologia de la ceràmica de kilns va permetre temperatures prou altes. La concentració de diversos elements, com ara l’arsènic, augmenta amb la profunditat dels dipòsits de mineral de coure i la fosa d’aquests minerals de bronze arsenicat, que es pot endurir prou per treballar per fabricar eines. El bronze és un aliatge de coure amb estany; atès que aquest últim es troba en relativament pocs jaciments a nivell mundial va passar molt de temps abans que el bronze real de llauna es generalitzés. Durant l'Edat del Bronze, el bronze va suposar un gran avenç sobre la pedra com a material per fabricar eines, tant per les seves propietats mecàniques com ara la resistència i la ductilitat, com perquè es podia fondre en motlles per fabricar objectes amb formes intricades. El bronze va fer avançar molt la tecnologia de construcció naval amb millors eines i claus de bronze, que va substituir l’antic mètode d’unir els taulons del buc amb cordó teixit que es feia passa a través de forats fets a la fusta. L'Edat del Ferro es defineix convencionalment per la fabricació generalitzada d’armes i eines que utilitzen ferro i acer en lloc de bronze. La fosa de ferro és més difícil que la fosa d’estany i coure, ja que el ferro fos requereix un treball en calent i només es pot fondre en forns dissenyats especialment. No es coneix el lloc i el moment del descobriment de la fosa de ferro, en part per la dificultat de distingir el metall extret de menes que contenen níquel del ferro meteorític treballat en calent.
Durant el creixement de les civilitzacions antigues, moltes tecnologies van originar-se per avenços en la fabricació. Algunes de les sis màquines simples clàssiques es van inventar a Mesopotàmia. S'ha atribuït als mesopotàmics la invenció de la roda. El mecanisme del torn de corró va aparèixer amb el torn de terrissaire, inventat a la Mesopotàmia (actual Iraq) durant el V mil·lenni aC. El paper egipci fet de papirs, així com la terrissa, es van produir i exportar en massa a tota la conca mediterrània. Les tècniques primitives de construcció utilitzades pels antics egipcis feien ús de maons compostos principalment d'argila, sorra, llim i altres minerals.

### Medieval i primerenc modern

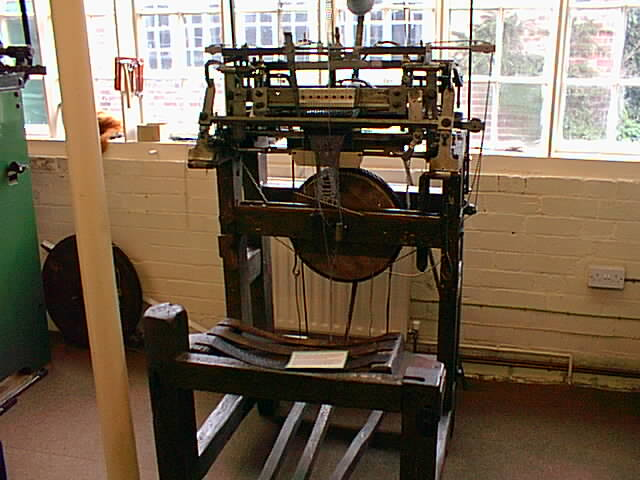
Tricotosa de mitja al Museu Framework Knitters de Ruddington

En l'edat medieval es va veure un canvi radical en la taxa de nous invents, innovacions en la manera de gestionar els mitjans de producció tradicionals i el creixement econòmic. La fabricació de paper, una tecnologia xinesa del segle II, es va portar a l'Orient Mitjà quan un grup de fabricants de paper xinesos van ser capturats al segle VIII. La tecnologia de fabricació de paper es va estendre a Europa per la conquesta omeia d'Hispània. Al segle XII es va establir una fàbrica de paper a Sicília. A Europa la fibra per fabricar polpa per fabricar paper es va obtenir a partir de draps de lli i cotó. Lynn Townsend White Jr. va acreditar la roda giratòria amb l’augment de l’oferta de draps, cosa que va provocar un paper barat, que va ser un factor en el desenvolupament de la impressió. A causa de l'auge dels canons, l'alt forn es va fer un ús generalitzat a França a mitjan segle XV. L’alt forn s'havia utilitzat a la Xina des del segle iv aC. La tricotosa de mitja, que es va inventar el 1598, va augmentar el nombre de teixidors per minut de 100 a 1000.

### Primera i Segona Revolucions Industrials

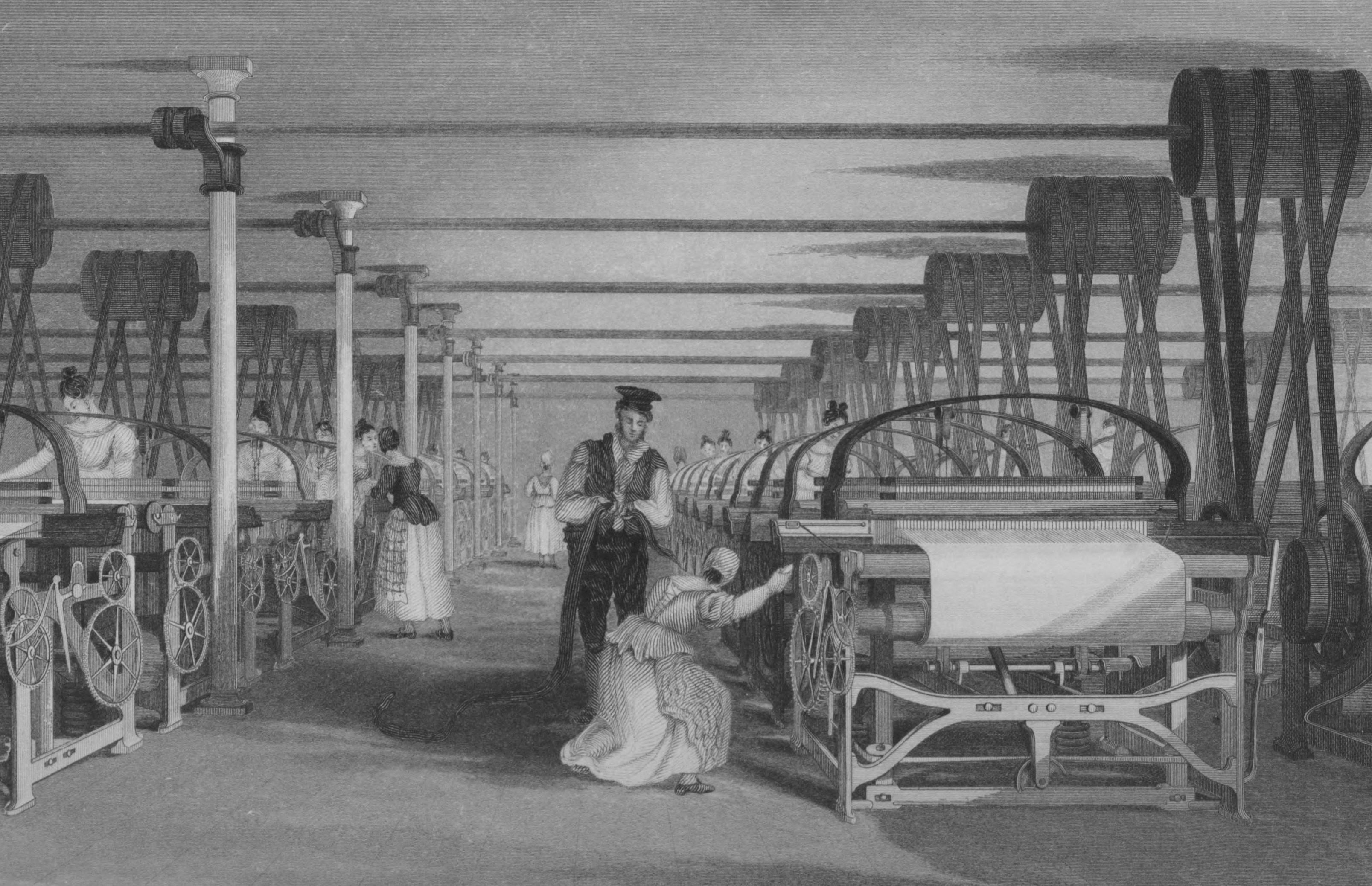
Un teler Roberts en un cobert de teixits el 1835

La Revolució Industrial va ser la transició a nous processos de fabricació a Europa i els Estats Units des de 1760 fins a la dècada de 1830. Aquesta transició va incloure el pas de mètodes de producció manual a màquines, nous processos d'indústria química i producció de ferro, l'ús creixent de la màquina de vapor i l'energia hidràulica, el desenvolupament de màquines eina i l'ascens del sistema fabril mecanitzat. La Revolució Industrial també va provocar un augment sense precedents de la taxa de creixement demogràfic. El tèxtil va ser la indústria dominant de la Revolució Industrial en termes d’ocupació, valor de producció i inversió de capital. La indústria tèxtil també va ser el primer a utilitzar mètodes de producció moderns.:40 La industrialització ràpida va començar per primera vegada a Gran Bretanya, començant per la filatura mecanitzada a la dècada de 1780, amb alts índexs de creixement de la producció de ferro i vapor que es van produir a partir del 1800. La producció tèxtil mecanitzada es va estendre des de Gran Bretanya fins a l’Europa continental i els Estats Units a principis del segle xix, amb importants centres tèxtils, de ferro i de carbó emergint a Bèlgica i els Estats Units i més tard els tèxtils a França.
Es va produir una recessió econòmica des de finals de la dècada de 1830 fins a principis de la dècada de 1840, quan l’adopció de les primeres innovacions de la Revolució Industrial, com la filatura i el teixit mecanitzats, es van alentir i els seus mercats van madurar. Les innovacions es van desenvolupar a finals del període, com l’adopció creixent de locomotores, vaixells de vapor i, fosa de ferro en calent i noves tecnologies, com ara el telègraf elèctric, àmpliament introduïdes a la dècada de 1840 i 1850, no eren prou potents per impulsar taxes de creixement elevades. El ràpid creixement econòmic va començar a produir-se a partir del 1870, que va sorgir d'un nou grup d'innovacions en el que s'ha anomenat la Segona Revolució Industrial. Aquestes innovacions van incloure nous processos d'elaboració de l'acer, producció en cadena i en cadena, sistemes de xarxes elèctriques, la fabricació a gran escala de màquines eina i l’ús de maquinària cada vegada més avançada a les fàbriques de vapor.
Aprofitant les millores en la investigació de materials i bombes de buit, les bombetes elèctriques es van fer pràctiques per a ús general a finals de la dècada de 1870. Aquest invent va tenir un efecte profund en el lloc de treball perquè les fàbriques ara podien tenir treballadors del segon i tercer torn. La producció de calçat es va mecanitzar a mitjan segle xix. La producció massiva de màquines de cosir i maquinària agrícola com els segadors es van produir a mitjan segle xix. Les bicicletes es van produir en sèrie a partir de la dècada de 1880. Les fàbriques de vapor es van generalitzar, tot i que la conversió de l’aigua a vapor es va produir a Anglaterra abans que als EUA.

### Manufactura moderna

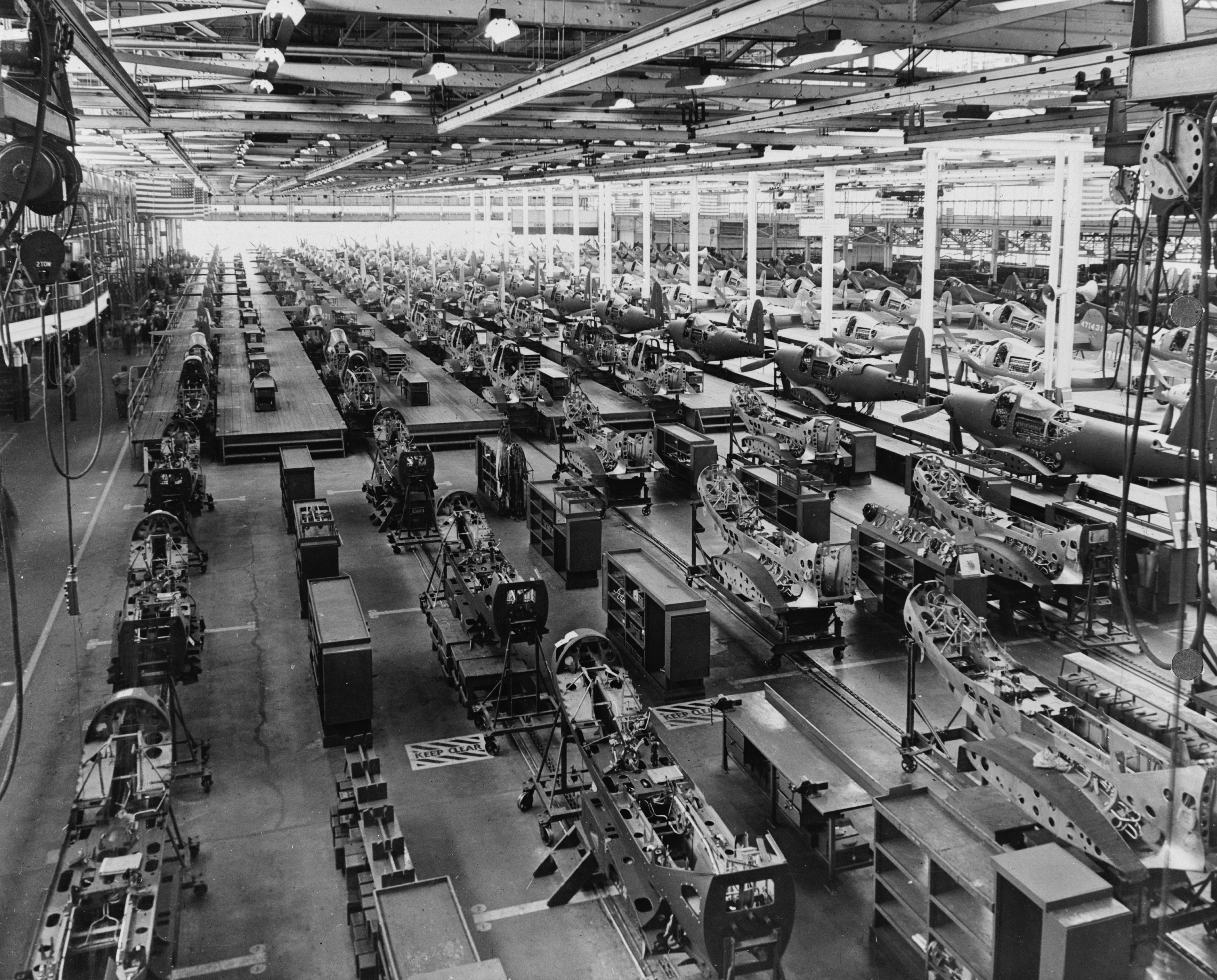
La planta de muntatge de la Bell Aircraft Corporation el 1944

L'electrificació de fàbriques, que havien començat gradualment a la dècada de 1890 després de la introducció del pràctic motor CC i CA, va ser més ràpid entre 1900 i 1930, ajudat per l'establiment de serveis elèctrics amb estacions centrals i la baixada dels preus de l'electricitat del 1914 al 1917. Els motors elèctrics permetien una major flexibilitat en la fabricació i requerien menys manteniment que els eixos i les corretges de la línia. Moltes fàbriques van experimentar un augment del 30% en la producció només de passar a motors elèctrics. L'electrificació va permetre la producció massiva moderna i el major impacte de la producció massiva primerenca es va produir en la fabricació de productes quotidians, com ara Ball Brothers Glass Manufacturing Company, que van electrificar la seva planta de pots a Muncie, Indiana, EUA cap al 1900. El nou procés automatitzat utilitzava màquines de bufat de vidre per substituir 210 bufadors i ajudants de vidre artesans. Es feia servir un petit camió elèctric per manipular 150 dotzenes d’ampolles alhora, on anteriorment un camió portava 6 dotzenes. Els mescladors elèctrics van substituir els homes per pales que manipulaven sorra i altres ingredients que s'introduïen al forn de vidre. Una grua aèria elèctrica podia substituir 36 jornalers per moure càrregues pesades a tota la fàbrica.
La producció massiva es va popularitzar a finals de la dècada de 1910 i de 1920 per la Ford Motor Company de Henry Ford, que va introduir els motors elèctrics en la llavors coneguda tècnica de producció en cadena o seqüencial. Ford també va comprar o dissenyar i construir màquines eines i accessoris per a usos especials, com ara eixos múltiples de premses de trepant que podria perforar tots els forats d'un costat d'un bloc de motor en una operació i un capçal múltiple de fresadora que podrien mecanitzar simultàniament 15 blocs de motor subjectats en un sol dispositiu. Totes aquestes màquines eina es disposaven sistemàticament en el flux de producció i algunes tenien carros especials per fer rodar articles pesats en posició de mecanitzat. La producció del Ford Model T utilitzava 32.000 màquines eina.
La producció ajustada (també coneguda com a fabricació just-in-time), que és un mètode de producció dirigit principalment a reduir els temps dins del sistema de producció, així com els temps de resposta dels proveïdors i dels clients, es va desenvolupar a Toyota al Japó dels anys trenta. Va ser introduït a Austràlia als anys cinquanta per la British Motor Corporation (Austràlia) a la planta de Victoria Park a Sydney, des d'on la idea va migrar més tard a Toyota. Les notícies es van estendre als països occidentals des del Japó el 1977 en dos articles en anglès: un feia referència a la metodologia com el "sistema Ohno", per Taiichi Ohno, qui va ser fonamental en el seu desenvolupament dins de Toyota. L'altre article, publicat per autors de Toyota en una revista internacional, proporcionava detalls addicionals. Finalment, aquella publicitat i altres es van traduir en implementacions, començant el 1980 i després multiplicant-se ràpidament a tota la indústria dels Estats Units i altres països.

## Tecnologies de fabricació
Elaboració de pecesForja, emmotllament, soldadura, estampat, trefilat, extrusió, embotició, refregament, tallat làser.
Mecanitzat amb eliminació de matèriaTornejat, fresat, rectificat, electroerosió, làser, moletejat.

### Muntatge
És l'activitat de la fabricació que ajunta diverses peces o muntants per a la unió o no d'un component compost, que pot ser més o menys gran.

## Fabricació flexible
Un sistema de fabricació flexible és un conjunt de dispositius i elements (robots, màquines de control numèric, sistemes de control de qualitat, etc.), connectats mitjançant un sistema de transport de peces i un sistema de control centralitzat, que poden ser configurats i programats a partir d'un software de control per fabricar diferents productes. La fabricació flexible és un sistema que permet la producció automàtica i simultània d'un conjunt de peces diferents, minimitzant els costos addicionals que es produeixen al canviar el producte final. A més, permet incrementar el temps dedicat per mecanitzar, ja que, en tractar-se de màquines, es pot treballar durant dies festius i també durant les nits. D'aquesta manera, la fabricació flexible proporciona una productivitat i uns costos unitaris que fins ara només eren assolibles amb la fabricació en sèrie. Els fabricants s'han vist obligats a adaptar-se a les necessitats requerides pels seus clients, els quals demanen una àmplia gamma de productes. No només variats, sinó que també particularitzats, d'alta qualitat, fiabilitat i que proporcionin el major nombre de prestacions possibles. Per aquest motiu, s'han vist obligats a diversificar la seva producció i a intentar reduir els costos al màxim.
Permet més competitivitat, més qualitat, reducció de costos, augment del ventall de productes a fabricar, reducció dels estocs, reaprofitament de la inversió en maquinària, mundialització de la producció, la distribució i la innovació.flexibilitat del producte i dels processos de producció, control de qualitat del producte, reducció del temps de resposta per a llançaments de nous productes, eliminar les despeses que no siguin estrictament necessàries, reduir el temps de fabricació i d'espera, automatitzar el nombre màxim de processos que sigui possible, augment global de la producció, alta productivitat, inclòs en la fabricació de petits lots d'un producte.
Amb el sistema de fabricació flexible, s'aconsegueix obtenir flexibilitat en el producte (dimensions, forma i materials) i en la manera (quantitat, lots i programes).
Tots els processos estan controlats per màquines.
- Mecanització automàtica.
- Canvi automàtic de peces i eines.
- Transport automàtic entre màquines.
- Identificació de peces i eines.
- Autocorrecció de desviacions.
- Gestió de màquines, materials i eines.

Les màquines són capaces de treballar amb més rapidesa i precisió que els operaris, per tant, amb l'automatització de tot el procés, es disminueix el temps de canvi de peça i de canvi d'eina, es redueix el nombre d'avaries, s'optimitza el mecanitzat, etc.
L'evolució que segueix el producte està clarament definida i programada, aconseguint estabilitat tèrmica, rigidesa, inspecció i autocorrecció de la peça en cadascun dels processos.
En tots els passos es realitzen fases de control per optimitzar el producte final i tot el procés en general.
Es realitzen controls de desgast, de desviacions i de mecanització i es porten a terme accions de manteniment preventiu.

### Evolució

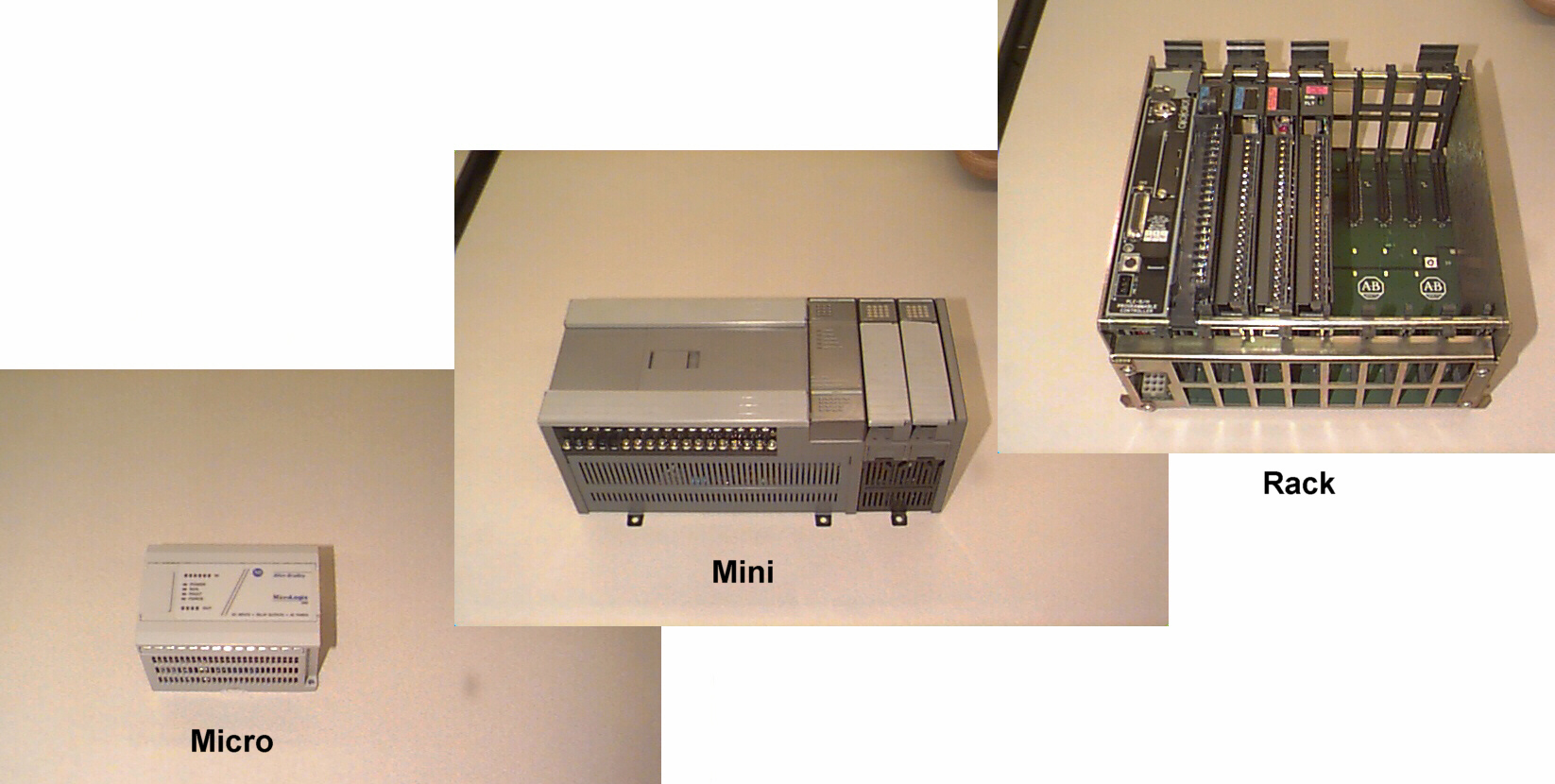
Diferents models d'autòmats

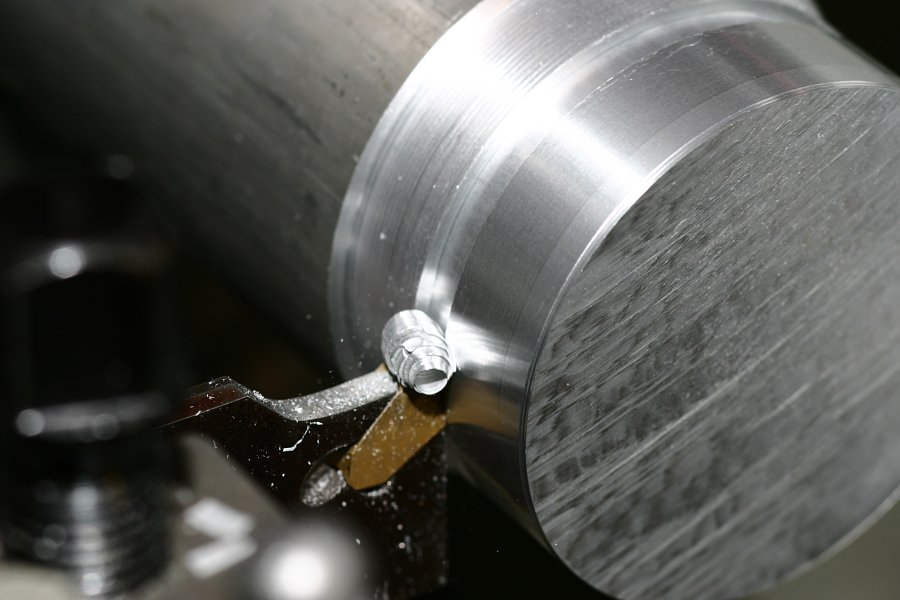
Procés de mecanització

A l'inici de la fabricació industrial, existia el que es coneix amb el nom de fàbrica convencional. La fàbrica convencional es caracteritza per grans cadenes de muntatge dissenyades per produir un producte estàndard en grans quantitats. Amb l'evolució de la societat, els sistemes de fabricació també van anar canviant, tot automatitzant, flexibilitzant i integrant tots els processos per arribar a la fàbrica actual, que permet la fabricació de peces variades en grans i en petites quantitats.
En la fàbrica convencional, l'operari s'encarregava de realitzar totes les funcions, des del control de la màquina, fins al transport de les peces. A mesura que es van anar introduint avenços tecnològics, les màquines van anar substituint les funcions de l'operari, que a poc a poc es van veure pràcticament anul·lades.
| Funcions operari        | Procés automatització                 |
| ----------------------- | ------------------------------------- |
| Operació màquina        | Control numèric                       |
| Manteniment màquina     | Robots                                |
| Transports màquina-peça | Cèl·lula flexible                     |
| Transports magatzem     | Fabricació automàtica                 |
| Qualitat                | Qualitat en el procés                 |
| Manteniment             | Predicció                             |
| Gestió                  | Fàbrica integrada per ordinador (CIM) |

## Llista de països per producció manufacturera
Aquests són els primers 50 països segons el valor total de la producció manufacturera en dòlars estatunidencs per al seu any detallat segons el Banc Mundial.
| Rànquing | País o regió        | Milions de $US | Any  |
| -------- | ------------------- | -------------- | ---- |
|          | Món                 | 13.739.251     | 2019 |
| 1        | Xina                | 3.853.808      | 2020 |
| 2        | EUA                 | 2.341.847      | 2019 |
| 3        | Japó                | 1.027.967      | 2018 |
| 4        | Alemanya            | 678.292        | 2020 |
| 5        | Corea del Sud       | 406.756        | 2020 |
| 6        | Índia               | 339.983        | 2020 |
| 7        | Itàlia              | 280.436        | 2020 |
| 8        | França              | 241.715        | 2020 |
| 9        | Regne Unit          | 227.144        | 2020 |
| 10       | Indonèsia           | 210.396        | 2020 |
| 11       | Rússia              | 196.649        | 2020 |
| 12       | Mèxic               | 185.080        | 2020 |
| 13       | Canadà              | 159.724        | 2017 |
| 14       | Irlanda             | 153.311        | 2020 |
| 15       | Espanya             | 143.052        | 2020 |
| 16       | Brasil              | 141.149        | 2020 |
| 17       | Turquia             | 135.596        | 2020 |
| 18       | Suïssa              | 133.766        | 2020 |
| 19       | Tailàndia           | 126.596        | 2020 |
| 20       | Països Baixos       | 99.940         | 2020 |
| 21       | Polònia             | 99.146         | 2019 |
| 22       | Aràbia Saudita      | 90.774         | 2020 |
| 23       | Austràlia           | 76.123         | 2020 |
| 24       | Malàisia            | 75.101         | 2020 |
| 25       | Singapur            | 69.820         | 2020 |
| 26       | Àustria             | 67.881         | 2020 |
| 27       | Suècia              | 67.146         | 2020 |
| 28       | Filipines           | 63.883         | 2020 |
| 29       | Bèlgica             | 63.226         | 2020 |
| 30       | Egipte              | 58.790         | 2020 |
| 31       | Veneçuela           | 58.237         | 2014 |
| 32       | Bangladesh          | 57.283         | 2019 |
| 33       | Nigèria             | 54.760         | 2020 |
| 34       | República Txeca     | 53.189         | 2020 |
| 35       | Argentina           | 53.094         | 2020 |
| 36       | Puerto Rico         | 49.757         | 2020 |
| 37       | Dinamarca           | 47.762         | 2020 |
| 38       | Vietnam             | 45.273         | 2020 |
| 39       | Israel              | 42.906         | 2019 |
| 40       | Algèria             | 40.796         | 2019 |
| 41       | Romania             | 38.404         | 2020 |
| 42       | Iran                | 38.174         | 2019 |
| 43       | Finlàndia           | 37.520         | 2020 |
| 44       | Emirats Àrabs Units | 36.727         | 2019 |
| 45       | Sud-àfrica          | 34.804         | 2020 |
| 46       | Pakistan            | 30.452         | 2020 |
| 47       | Colòmbia            | 29.894         | 2020 |
| 48       | Perú                | 29.701         | 2019 |
| 49       | Hongria             | 27.956         | 2020 |
| 50       | Portugal            | 27.408         | 2020 |